# Шури (киновселенная Marvel)
Шу́ри (англ. Shuri) — персонаж медиафраншизы «Кинематографическая вселенная Marvel» (КВМ), основанный на одноимённом персонаже Marvel Comics, широко известная под своим статусом принцессы Ваканды и титулом «Чёрная панте́ра» (англ. Black Panther).
Является отважной и технически подкованной младшей сестрой короля Т’Чаллы и дочерью Т’Чаки и Рамонды, предыдущих монархов Ваканды. Будучи высокоинтеллектуальным мастером-инженером, она является ведущим учёным Ваканды и принцессой страны. Шури помогает своему брату вернуть вакандский трон у их двоюродного брата Н’Джадаки после смерти их отца, позже помогает Мстителям в битве против Таноса, пытаясь использовать свои технологии, чтобы безопасно удалить Камень Разума из головы Вижна. Однако Корвус Глэйв не даёт этому случиться, и Шури становится жертвой Скачка. Пять лет спустя она восстанавливается и присоединяется к финальной битве против альтернативной версии Таноса, после чего возвращается в Ваканду. Через год после смерти её брата и через неделю после смерти её матери она принимает титул Чёрной пантеры, побеждая Нэмора в бою и заключая союз с Талоканом.
Роль Шури в КВМ исполняет британская актриса Летиша Райт. Впервые, Шури появляется в фильме «Чёрная пантера» (2018) и в дальнейшем становится одной из центральных фигур в КВМ, появившись в четырёх фильмах по состоянию на 2023 год. Изображение Райт в роли Шури получило многочисленные положительные отзывы.
Альтернативные версии Шури в рамках Мультивселенной КВМ появляются в мультсериале «Что, если…?» (2021), где их озвучивает Озиома Акага.

## Концепция и создание
Шури была создана писателем Реджинальдом Хадлином и художником Джоном Ромитой-мл., и она впервые появилась в Black Panther (Том 4) #2 (май 2005). Персонаж, первоначально написанный как принцесса Ваканды и персонаж второго плана, обучается у своего старшего брата Т’Чаллы и в конечном итоге становится его преемником, становясь Чёрной пантерой и правителем Ваканды самостоятельно. В 2018 году Marvel опубликовала её первую важную сольную серию под названием «ШУРИ», которую написала Ннеди Окорафор. Это история совершеннолетия, в которой основное внимание уделялось тому, как Шури справляется с отсутствием своего брата на троне, исследуя её лидерство и интересы.
Актёр Дональд Гловер и его брат Стивен внесли небольшой вклад в ранний вариант сценария дебютного полнометражного фильма Шури «Чёрная пантера», развивая родственные отношения между Т’Чаллой и Шури. Персонаж Бондианы Q оказал ключевое влияние на развитие Шури на этапе написания «Чёрной пантеры», а режиссёр Райан Куглер сказал:
«Проходя через процесс написания фильма и работая с моим соавтором Джо Робертом Коулом, я подумал, что Шури будет действительно классной Q. Было бы действительно интересно увидеть молодого африканского подростка, который манипулирует этим элементом [вибраниумом] так, как никто другой не мог, и который уверен в себе и способен иметь своё собственное пространство. По нашему мнению, Ваканда — это место, которое смотрит на возраст иначе, чем в других местах… Я также подумал, что, пока мы писали, я понял, что чем больше материала мы сможем вложить в эти отношения между Т’Чаллой и его сестрой, тем лучше для нас будет… Их отношения построены на любви, и из этого выросло так много других вещей. Она стала гораздо большим, чем просто Q.»

## Характеризация

### Личность и интеллект
Шури довольно умна, но она также очень понятная, так что она не суперинтеллектуальный человек, с которым никто не может по-настоящему установить контакт, и все думают: «О, ты слишком умна, чтобы быть моим другом». Шури супер крутая и ультра удивительная, и её ум — это её оружие. Она использует его для создания потрясающих технологий, но затем она может развернуться и подразнить своего брата, так что она по-прежнему может быть общительным, приземлённым персонажем, с которым все могут общаться.
В «Чёрной пантере» Шури изображена как 16-летняя сестра Т’Чаллы, которая разрабатывает новые технологии для своей страны Ваканды. Летиша Райт описала Шури как новаторшу духа и разума, желающую перенести Ваканду в «новое место», и почувствовала, что она была хорошим образцом для подражания для молодых чернокожих девушек. Исполнительный продюсер фильма Нейт Мур назвал Шури самым умным человеком в мире, даже умнее, чем Тони Старк. Братья Руссо, режиссёры фильмов «Мстители: Война бесконечности» и «Мстители: Финал», согласились с интерпретацией её как самого умного персонажа.
Летиша Райт описала интеллект Шури как «действительно классный», объяснив: «Потому что, вы знаете, мы иногда — когда мы видим людей, которые „суперинтеллектуальны“ и „суперумны“, они на самом деле не похожи на меня.» Далее она добавила: «[Для] Marvel стоять за этим и быть достаточно смелым, чтобы сказать: „Она самая умная девушка во вселенной – во Вселенной Marvel“ и „Да, она моложе всех.“... Она и Питер Паркер, в значительной степени, самые умные дети на районе.» В другом интервью, обращаясь к Шури как к источнику вдохновения для молодёжи, она объяснила, что «Тони и Бэннер великолепны, не только как актёры, но и в самих фильмах. Они удивительные, культовые персонажи, так что иметь возможность быть наравне с ними ... и это даже не то, что я сказала! Я этого не говорила, это сказал глава Marvel, и это как бы вызвало цепную реакцию. И Нейт Мур сказал всё это, так что поговорите с этими ребятами! Они действительно твёрдо верили, что Шури была самым умным человеком во вселенной, и я не собираюсь преуменьшать это. Молодые люди — это будущее, так что будет только правильно позволить этому быть тем, о чём говорят в Интернете».

### Внешний вид и технологии
Художник по костюмам «Чёрной пантеры» Рут Э. Картер включила символ Адинкры, представляющий цель, на одну из рубашек Шури, похожий на мотив Ваавы, объяснив, что у Шури «определённо есть цель в Ваканде». Искусственный интеллект Шури «Гриот» был озвучен Тревором Ноа, причём имя «Гриот» является западноафриканским термином, обозначающим историка или рассказчика.

## Биография персонажа

### Помощь Т’Чалле и Баки Барнсу
В 2016 году, когда отец Шури Т’Чака умер, её брат Т’Чалла вступил на вакандский трон. Она посещает церемонию его коронации вместе со своей матерью Рамондой. На церемонии лидер племени Джабари М’Баку бросает вызов Т’Чалле за корону в ритуальном бою и насмехается над ним за использование технологии Шури. Хотя М’Баку изначально одерживает верх, Т’Чалла побеждает М’Баку и убеждает его сдаться, а не умереть. После того, как Улисс Кло и его сообщник Эрик «Киллмонгер» Стивенс крадут вакандский артефакт из лондонского музея, Т’Чалла, Окойе и Накия отправляются в Пусан, Южная Корея, а Шури обеспечивает Т’Чаллу новым вибропоглощающим костюмом Чёрной пантеры. Шури участвует в последующей автомобильной погоне за Кло с помощью голограммы. После того, как Эверетт К. Росс был серьёзно ранен, защищая Накию, когда Киллмонгер спасал Кло, Т’Чалла забирает Росса в Ваканду, где Шури исцеляет Росса, используя технологии из вибраниума.
Накия, Шури, Рамонда и Росс позже бегут к племени Джабари за помощью после того, как Эрик Стивенс, оказавшийся двоюродным братом Т’Чаллы и Шури по имени Н’Джадака, захватывает вакандский трон и сбрасывает Т’Чаллу с водопада, предположительно, навстречу его смерти. Они находят находящегося в коме Т’Чаллу, спасённого Джабари в благодарность за то, что он пощадил жизнь М’Баку. Исцелившись с помощью сердцевидной травы, которую украла Накия, Т’Чалла возвращается, чтобы сразиться с Н’Джадакой, и побеждает его после того, как Шури запускает поезд на магнитной подвеске, отключая питание костюма Чёрной пантеры Н’Джадаки. После убийства Н’Джадаки Т’Чалла основывает информационно-пропагандистский центр в здании, где умер отец Н’Джадаки Н’Джобу, которым будут управлять Накия и Шури. Шури также помогает Баки Барнсу восстановиться после промывания мозгов «Гидрой», нарекая его «Белым Волком».

### Война бесконечности и воскрешение
В 2018 году Танос и его дети прибывают на Землю, чтобы забрать Камни Бесконечности. Т’Чалла, Стив Роджерс и другие члены Мстителей поручили Шури безопасно удалить Камень Разума у Вижена, когда они отправятся сражаться с приближающейся армией пришельцев. Ванде Максимофф поручено стоять на страже и защищать Шури во время её работы. Однако, по мере продолжения битвы на полях, Максимофф покидает свой пост, что непреднамеренно позволяет Корвусу Глэйву проникнуть на объект, не давая ей закончить её работу. Вижен вступает в бой, чтобы помочь, но это позволяет Таносу забрать Камень Разума. Мгновение спустя происходит Скачок, и Шури распадается.
В 2023 году Шури возвращается к жизни и переносится Мастерами мистических искусств через портал на разрушенную Базу Мстителей, чтобы присоединиться к битве против альтернативного Таноса и его армии. После этого она возвращается домой и воссоединяется со своей матерью. Неделю спустя она присутствует на похоронах Тони Старка вместе со своим братом и Окойе.

### Становление Чёрной пантерой
Некоторое время спустя Т’Чалла умирает от болезни, которую, по мнению Шури, можно было вылечить с помощью сердцевидной травы. Шури пыталась синтетически воссоздать траву после того, как она была уничтожена Киллмонгером, но безуспешно.
Через год после смерти Т’Чаллы Рамонда берёт Шури, чтобы сжечь одежду, в которой они были на похоронах, что означает окончание периода траура. Шури отказывается сжигать наряд, так как она всё ещё скорбит. Затем они вдвоём сталкиваются с Нэмором, мутантом с крыльями на лодыжках, который обошёл передовые системы безопасности Ваканды. Он рассказывает, что ЦРУ использовало машину для обнаружения вибраниума, чтобы обнаружить вибраниум под водой. Нэмор считает Ваканду ответственной за гонку за вибраниумом и предлагает им ультиматум: найти учёного, создавшего машину, и привести его к нему, или он начнет войну с Вакандой. Шури и Окойе отправляются в Бостон, чтобы встретиться с создателем машины, студенткой Массачусетского технологического института Рири Уильямс. Уильямс поначалу не хочет идти с ними, но в конце концов соглашается. Группу преследует ФБР и они попадают в засаду воинов Нэмора, которые берут Шури и Уильямс, чтобы встретиться с Нэмором.
Нэмор показывает Шури подводное королевство Талокан, которое он охранял веками и которое богато вибраниумом. Будучи озлобленным на поверхностный мир, который когда-то отверг его, Нэмор предлагает союз с Вакандой против остального мира, но обещает сначала уничтожить Ваканду, если они откажутся. Накия проникает в Талокан, чтобы спасти Шури и Уильямс, а Нэмор в ответ нападает на столицу Ваканды, наводняя город. Во время нападения Рамонда тонет после того, как спасла Уильямс из воды. Нэмор клянётся вернуться через неделю, и жители Ваканды эвакуируются в земли Джабари.
Шури, используя остатки травы, которая дала людям Нэмора их подводные способности, синтетически воссоздаёт сердцевидную траву. Проглотив траву, она переносится на план предков, где видит Киллмонгера, который убеждает её убить Нэмора в отместку за смерть её матери. Проснувшись, Шури обнаруживает, что обрела силу Чёрной пантеры, и отправляется в земли Джабари, чтобы встретиться с племенами Ваканды, которые принимают её как своего нового защитника. М’Баку пытается убедить Шури искать мирное разрешение конфликта, но она не слушает и приказывает немедленно контратаковать Нэмора.
Вакандцы на своём судне «Морской леопард» устраивают ловушку для Нэмора, заманивая его и его воинов на поверхность, и завязывается битва. Шури отделяет Нэмора от остальных его людей, намереваясь высушить его и ослабить. Пара терпит крушение на пустынном пляже и дерётся. Шури в конце концов одерживает верх, но решает сохранить жизнь Нэмору, предлагая ему мирный союз. Нэмор соглашается, и его воины отступают.
Шури посещает Накию на Гаити и сжигает свою похоронную одежду. Затем она узнаёт, что у Накии и Т’Чаллы есть сын Туссен, которого Накия растила в тайне, вдали от давления жизни в Ваканде, и Туссен рассказывает, что его вакандское имя — Т’Чалла.

## Альтернативные версии
Несколько альтернативных версий Шури появляются в мультсериале «Что, если…?», где её озвучивает Озиома Акага.

### Встреча со Звёздным Лордом Т’Чаллой
В альтернативном 2008 году Шури присутствует, когда её давно потерянный старший брат, Звёздный Лорд Т’Чалла, возвращается в Ваканду из космоса вместе с Опустошителями.

### Американо-вакандская война
В альтернативном 2010 году Киллмонгер убивает Т’Чаллу и организует американское вторжение в Ваканду с помощью дрона «Освободителя Старка», которого Киллмонгер затем побеждает, манипулируя королём Т’Чакой, чтобы он сделал его следующей Чёрной пантерой. Шури удаётся раскусить этот обман и она приносит Пеппер Поттс доказательство обмана, прежде чем попытаться арестовать Киллмонгера вместе с Поттс и Дорой Миладже. Однако затем Наблюдатель вербует Киллмонгера в команду Стражей Мультивселенной, оставляя группу в недоумении, когда они обнаруживают его исчезновение (Киллмонгер остаётся в ловушке в карманном измерении, когда он пытается забрать Камни Бесконечности для себя).

## Реакция

### Реакция критиков и анализ
Отзывы изначально были положительными о персонаже и его потенциале на будущее, её описывали как «любимицу фанатов». Джейкоб Столуорти из британского издания «The Independent» похвалил героиню, назвав её «одним из самых больших откровений „Чёрной пантеры“». Между тем Манола Даргис из «The New York Times», рецензируя «Чёрную пантеру», похвалила Шури как часть «фаланги женщин… которые оказывают [Т’Чалле] материнскую, военную, сестринскую и научную поддержку», описывая выступление Райт как «жизнерадостное» и сравнивая Шури с «экспертом по гаджетам Бонда [Q]». Дэйв Трамбор из Collider и Кэролайн Фрамке из Vox также сравнили её отношения с Т’Чаллой с теми, что были у Q с Джеймсом Бондом. Её насмешки над Эвереттом К. Россом как о «поломанном белолицем» были особенно положительно восприняты в медиа-комментариях. Реплика Шури «Вот это что?» в фильме, что было использованием популярного интернет-мема 2015 года, также была воспринята положительно, хотя создатель мема Брайан «Бруско» Мур негативно прокомментировал возобновление внимания к мему. Кэролайн Фрамке из Vox, тем временем, похвалила изображение Шури как «лучшую часть» «Чёрной пантеры», отметив её «упругую, готовую на всё энергию» и назвав её «дерзкой диснеевской принцессой, которая нам нужна и которую мы заслуживаем».
Автор «Дорогого Мартина» и избранный автор новеллизации Шури для «Scholastic Corporation» в фантастическом подростковом романе «Шури: Чёрная пантера» Ник Стоун похвалила экранизацию персонажа, заявив: «Я сильно влюбилась в остроумную девушку-гения уровня STEM, которая полностью украла всё шоу». Будучи названой самым умным персонажем КВМ, в СМИ часто обсуждается, кто умнее — она или Тони Старк.

### Награды и номинации
Летиша Райт получила различные награды и номинации за роль Шури в фильме «Чёрная пантера».

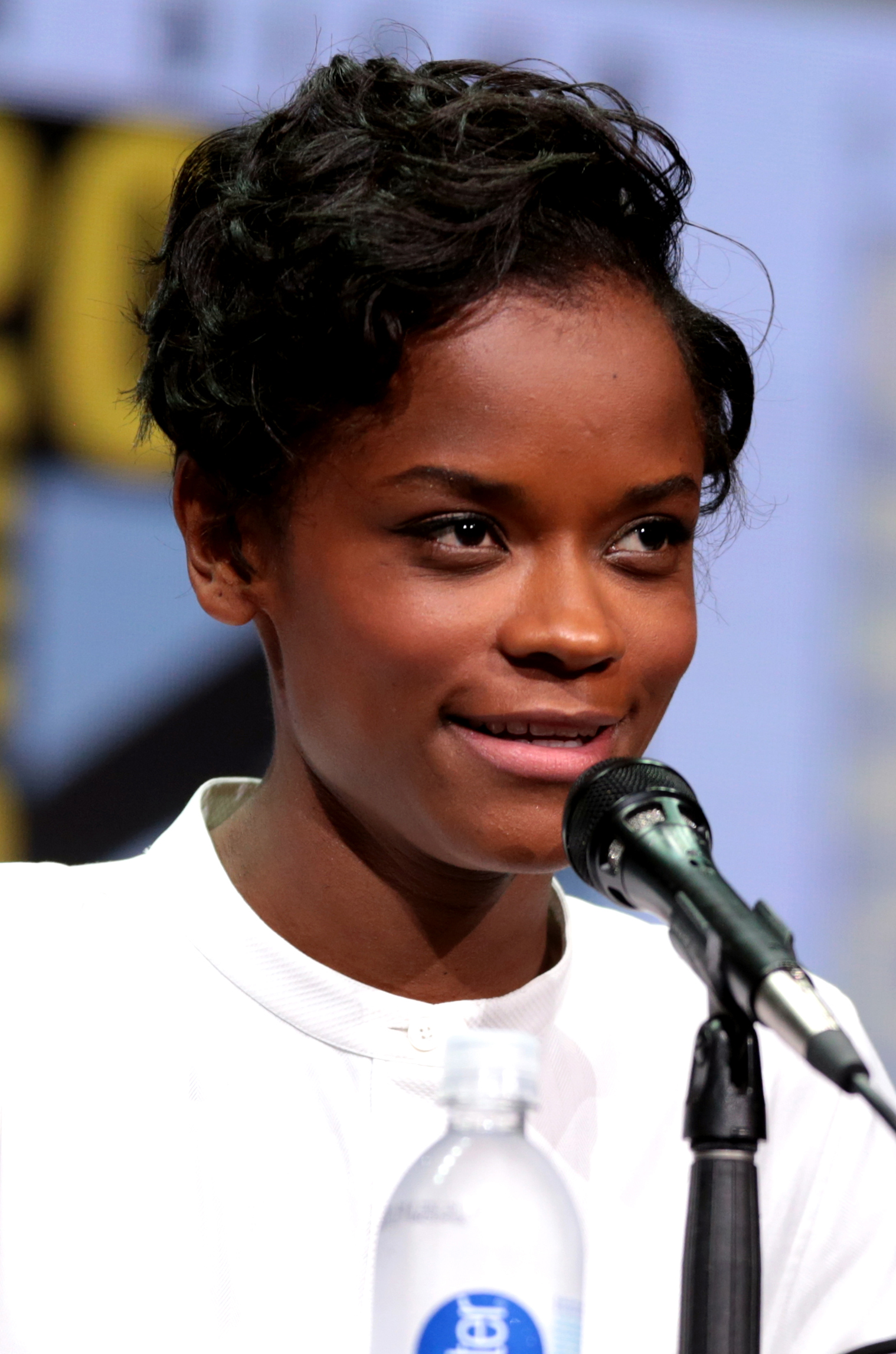
Летиша Райт на San Diego Comic-Con в 2017 году

| Год  | Награда                        | Категория                                           | Работа           | Результат | Прим.  |
| ---- | ------------------------------ | --------------------------------------------------- | ---------------- | --------- | ------ |
| 2018 | «Сатурн»                       | Лучшая молодая актриса                              | «Чёрная пантера» | Номинация | [ 33 ] |
| 2018 | MTV Movie & TV Awards          | Лучшая актёрская команда                            | «Чёрная пантера» | Номинация | [ 34 ] |
| 2018 | MTV Movie & TV Awards          | Звезда экрана                                       | «Чёрная пантера» | Номинация | [ 34 ] |
| 2018 | Teen Choice Awards             | Choice Movie: Актриса научно-фантастического фильма | «Чёрная пантера» | Победа    | [ 35 ] |
| 2018 | Teen Choice Awards             | Choice Movie: Breakout Star                         | «Чёрная пантера» | Номинация | [ 35 ] |
| 2019 | NAACP Image                    | Лучшее прорывное выступление в фильме               | «Чёрная пантера» | Победа    | [ 36 ] |
| 2019 | NAACP Image                    | Лучшая актриса второго плана в фильме               | «Чёрная пантера» | Номинация | [ 37 ] |
| 2019 | Премия Гильдии киноактёров США | Лучший актёрский состав в игровом кино              | «Чёрная пантера» | Победа    | [ 38 ] |

## В других медиа
Книга «Wakanda Files: A Technological Exploration of the Avengers and Beyond» фокусируется на Мстителях с точки зрения Шури, ссылаясь на события фильмов и сериала «Агенты „Щ.И.Т.“».

## Комментарии
1. ↑  Как показано в фильме 2016 года «Первый мститель: Противостояние».[19]